# Sepedon fuscipennisfuscipennis
Sepedon fuscipennisfuscipennis är en tvåvingeart som beskrevs av Friedrich Hermann Loew 1859. Sepedon fuscipennisfuscipennis ingår i släktet Sepedon och familjen kärrflugor. Inga underarter finns listade i Catalogue of Life.